# Tom Nalen
Thomas (Tom) Nalen, född den 13 maj 1971 i Foxboro, Massachusetts, är en före detta amerikansk fotbollsspelare som spelade center för Denver Broncos i NFL. Han spelade 14 år i NFL, och blev uttagen till Pro Bowl fem gånger. Han blev draftad 1994 av Broncos i den 7:e omgången som den 218:e spelaren. Nalen var i Broncos nyckelspelaren och ledaren i den offensiva linjeuppställningen. Under collegetiden spelade han för Boston College Eagles. 